# Angus Dawson
Angus Dawson, född 30 oktober 2000, är en australisk roddare.

## Karriär
Vid VM 2023 i Belgrad tog Dawson brons tillsammans med Patrick Holt, Joshua Hicks, Ben Canham, Timothy Masters, Jack Robertson, Joseph O'Brien, Angus Widdicombe och Kendall Brodie i åtta med styrman.